# Red Chili Pirat
Red Chili Pirat, född 6 april 1999, död 2014, var en varmblodig travhäst. Han tränades av Patrik Södervall och kördes oftast av Södervall själv eller Örjan Kihlström.
Red Chili Pirat tävlade mellan åren 2001–2010 och sprang in 4,8 miljoner kronor på 84 starter varav 16 segrar, 14 andraplaser och 10 tredjeplatser. Han tog karriärens största seger i 2006 års upplaga av Åby Stora Pris. Han segrade även i Silverdivisionens final i juli 2005. Han har även kommit på tredjeplats i Elitloppet (2007), Hugo Åbergs Memorial (2007) och Jubileumspokalen (2007) samt på fjärdeplats i Elitloppet (2008).
Han blev med sin fjärdeplats i Elitloppet 2008 bästa svenska häst i det årets upplaga.